# Andréi Ganin
Andréi Alexándrovich Ganin –en ruso, Андрей Александрович Ганин– (Moscú, 24 de julio de 1983) es un deportista ruso que compite en piragüismo en la modalidad de aguas tranquilas. Ganó una medalla de oro en el Campeonato Mundial de Piragüismo de 2013, en la prueba de C1 4 × 200 m.

## Palmarés internacional
| Campeonato Mundial | Campeonato Mundial   | Campeonato Mundial | Campeonato Mundial |
| Año                | Lugar                | Medalla            | Competición        |
| ------------------ | -------------------- | ------------------ | ------------------ |
| 2013               | Duisburgo (Alemania) | Medalla de oro     | C1 4 × 200 m       |